# Solar Designer
Alexandr Peszljak (Александр Песляк) (1977–), vagy közismerebb nevén Solar Designer orosz informatikai biztonsági szakértő. Ismertségét a sérülékenységekről szóló publikációinak köszönheti, mint amilyen a „Return-to-libc támadás” és az első általános puffertúlcsordulást használó technika, illetve a jogelválasztás (privilege separation) védelmi eljárása.
Peszljak a szerzője a nagy népszerűséget élvező John the Ripper jelszóvisszafejtő programnak, melyet számos operációs rendszerben használnak biztonsági ellenőrzések során.

## Munkája
Peszljak 1999 óta az Openwall Project alapítója és vezetője. Ő az Openwall, Inc. alapítója és 2003 óta a műszaki igazgatója. Az Open Source Computer Emergency Response Team (oCERT) tanácsadói testületének tagja volt 2008-tól az oCERT 2017 augusztusi megszűnéséig, valamint az oss-security társalapítója.
Számos nemzetközi konferencián tartott előadást, többek között a FOSDEM és a CanSecWest konferenciákon. Ő írta az előszót Michał Zalewski 2005-ös Silence on the Wire című könyvéhez.
Alexandr 2009-ben megkapta az „Életműdíjat” a Black Hat biztonsági konferencia éves Pwnie Awardja során. 2015-ben a Qualys elismerte segítségét a GNU C könyvtár gethostbyname függvényének puffer túlcsordulása (CVE-2015-0235) feltárásában.

## Fordítás
- Ez a szócikk részben vagy egészben  a   Solar Designer című angol Wikipédia-szócikk fordításán alapul.  Az eredeti cikk szerkesztőit annak laptörténete sorolja fel. Ez a jelzés csupán a megfogalmazás eredetét és a szerzői jogokat jelzi, nem szolgál a cikkben szereplő információk forrásmegjelöléseként.